# Margery Allingham
Margery Allingham (Ealing, 20 maggio 1904 – Colchester, 30 giugno 1966) è stata una scrittrice inglese di gialli, conosciuta anche con lo pseudonimo Maxwell March. In molti dei suoi romanzi compare il personaggio di Albert Campion.

## Biografia
Sebbene sulla copertina dei suoi libri venisse scritto che "nacque in una vecchia casa nelle campagne dell'Essex normanno", Margery Louise Allingham nacque a Ealing, sobborgo nella periferia occidentale di Londra. I genitori erano due cugini: la madre Emily Jane (Hughes) Allingham era una scrittrice, mentre il padre Herbert John Allingham fu scrittore e giornalista per il settimanale Christian Globe e per il London Journal. Dopo che Herbert abbandonò la carriera giornalistica, la famiglia si trasferì a Colchester nell'Essex.
Dedicatasi alla scrittura sin dalla fanciullezza, approda al genere Mistery per la necessità interiore di ordine e di logica. Nel 1927 sposa Philip Youngman Carter e pochi anni dopo esordisce con la prima storia avente come protagonista Albert Campion (La lunga notte di Black Dudley). Ha pubblicato costantemente i suoi libri ma ha dovuto scrivere anche per motivi economici e, per questo motivo, ha prodotto articoli, recensioni e storie ricavate da film.
Il personaggio di Albert Campion si è sviluppato nel tempo: dapprima connotato da tratti oscillanti  e vagamente ambigui (quasi una parodia di Lord Peter Wimsey, creato da Dorothy L. Sayers), in seguito più costante nella collaborazione con la polizia. Per il successo e la simpatia ispirata da Campion, Allingham è stata considerata alla stregua di Agatha Christie, Ngaio Marsh e Dorothy L. Sayers, Regina del Mistery.
È morta prematuramente per un cancro al seno nel 1966. Tre anni dopo, anche il marito è deceduto: è stato il suo più grande collaboratore, allestendo le scenografie per le opere teatrali e illustrando le copertine dei libri della moglie.

### Pubblicazioni postume
Dopo la morte della Allingham, il marito Philip Youngman Carter (1904-1969) - che aveva già completato l'ultimo romanzo della moglie Cargo of Eagles - pubblicò altri due romanzi con Albert Campion. Un terzo romanzo, lasciato incompiuto da Carter, morto nel 1969, è stato completato da Mike Ripley e pubblicato nel 2014.

## Opere

### Serie Albert Campion

#### Romanzi
- La lunga notte di Black Dudley (The Crime at Black Dudley, titolo USA The Black Dudley Murder, 1929), I Classici del Giallo Mondadori n. 456, 1984;
- L'isola (Mystery Mile, 1930), I Classici del Giallo Mondadori n. 217, 1975; I Classici del Giallo Mondadori n. 1095, 2006;
- Il segreto della torre (Look to the Lady, titolo USA The Gyrth Chalice Mystery, 1931), I Classici del Giallo Mondadori n. 474, 1985;
- La polizia in casa (Police at the Funeral, 1931), I Classici del Giallo Mondadori n. 264, 1977; I Classici del Giallo Mondadori n. 1111, 2006;
- Dolce pericolo (Sweet Danger, titoli USA  Kingdom of Death e The Fear Sign, 1933), I Classici del Giallo Mondadori n. 485, 1985;
- Morte di un fantasma (Death of a Ghost, 1934), I Classici del Giallo Mondadori n. 180, 1973; I Classici del Giallo Mondadori n. 996, 2004; traduzione di Simona Garavelli, Bollati Boringhieri, 2017;
- Fiori per il giudice (Flowers for the Judge, titolo USA Legacy in Blood, 1936), Corte d'assise, I Classici del Giallo Mondadori n. 33, 1968; I Classici del Giallo Mondadori n. 641, 1991; I Classici del Giallo Mondadori n. 1130, 2006;
- Danza sull'abisso (Dancers in Mourning, titolo USA Who Killed Chloe?, 1937), I Classici del Giallo Mondadori n. 1159, 2007;
- La talpa (The Case of the Late Pig, 1937)[6]; I Classici del Giallo Mondadori n. 240, 1976; I Classici del Giallo Mondadori n. 1180, 2007;
- La parte del destino (The Fashion in Shrouds, 1938), I Classici del Giallo Mondadori n. 517, 1986; I Classici del Giallo Mondadori n. 1192, 2008;
- L'amnesia del signor Campion (Traitor's Purse, titolo USA The Sabotage Murder Mystery, 1941), I Classici del Giallo Mondadori n. 294, 1978;  Il Giallo Mondadori n. 43, 1948; con il titolo Il premio del traditore, traduzione di Marina Morpurgo, Bollati Boringhieri, 2016;
- Il ritorno di Campion (Coroner's Pidgin, titolo USA Pearls Before Swine, 1945), Il Giallo Mondadori n. 47, 1948;  I Classici del Giallo Mondadori n. 1206, 2008;
- L'ora del becchino (More Work for the Undertaker, 1948), trad. di Diana Fonticoli, Il Giallo Mondadori n. 2987, 2009; I Classici del Giallo Mondadori n.1466, marzo 2023
- Un'ombra nella nebbia (The Tiger in the Smoke, 1952), I Classici del Giallo Mondadori n. 756, 1996; con il titolo Nel fumo di Londra, traduzione di Simona Garavelli, Bollati Boringhieri, 2019;
- The Beckoning Lady, 1955, titolo USA The Estate of the Beckoning Lady
- Hide My Eyes, 1958, titoli USA Tether's End e Ten Were Missing
- The China Governess, 1963
- The Mind Readers, 1965
- Cargo of Eagles, 1968, postumo, completato da Philip Youngman Carter

#### Romanzi postumi
- Mr. Campion's Farthing, 1969
- Mr. Campion's Falcon, 1970, titolo USA Mr. Campion's Quarry
- Mr Campion's Farewell, 2014, completato da Mike Ripley

#### Antologie di racconti
- Mr. Campion: Criminologist, 1937
- Tredici volte Campion (Mr. Campion and Others, 1939), I Classici del Giallo Mondadori n. 1338, 2014;
- The Casebook of Mr Campion, 1947
- The Allingham Minibus, titolo USA Mr. Campion's Lucky Day, 1973
- Provaci ancora, Campion (The Return of Mr. Campion, 1989, antologia postuma), I Classici del Giallo Mondadori n. 1356, 2014

### Altre opere
- Blackkerchief Dick, 1923
- Il mistero di White Cottage (The White Cottage Mystery, 1928), Il Giallo Mondadori n. 3005, 2010
- The Darings of the Red Rose, 1930[7]
- Black Plumes, 1940
- The Oaken Heart, 1941
- Dance of the Years, titolo USA The Galantrys, 1943
- Wanted: Someone Innocent, 1946, antologia di racconti
- Due per non dormire (Deadly Duo, Take Two at Bedtime titolo USA per l'edizione britannica del 1950), 1949, due romanzi brevi:
  - Wanted: Someone Innocent
  - Last Act
- No Love Lost, 1954, due romanzi brevi:
  - The Patient at Peacocks Hall
  - Safer Than Love
- Casi da manuale (The Allingham Case-Book, 1969, antologia postuma di racconti), I Classici del Giallo Mondadori n. 1347, 2014
- Room to Let: A Radio-Play, 1999, opera postuma

### Scritti come Maxwell March
- Other Man's Danger, 1933, titolo USA The Man of Dangerous Secrets
- Rogues' Holiday, 1935
- The Shadow in the House, 1936